# Büchler Róbert
Büchler Róbert (Budapest, 1922. április 12. – Budapest, 1992. január 5.) pszichológus, egyetemi tanár, a pszichológiai tudományok kandidátusa (1972).

## Élete
Büchler Andor (1896–1944) magánhivatalnok, élelmiszer-kiskereskedő és Stern Debóra (1896–?) fiaként született vallásos zsidó családban. Apja a mauthauseni koncentrációs táborban vesztette életét.
A Budapesti Autonóm Ortodox Izraelita Hitközséghez tartozó iskolákban tanult. 1938-tól az Országos Izraelita Tanítóképző-Intézet és Líceum tanulója lett.
A második világháború alatt vidéken bujkált.
A háború után beiratkozott a budapesti Pázmány Péter Tudományegyetemre, ahol 1948-ban pszichológiából bölcsészdoktori oklevelet szerzett. 1949 és 1951 között az Ipari Szaktanárképző Intézet tanársegéde, 1951 és 1953 között a Műszaki Tanárképző Főiskola adjunktusa, 1953 és 1959 között a Testnevelési Főiskola adjunktusa, 1959 és 1958 között főiskolai docense, 1968 és 1975 között főiskolai tanára, 1975-től címzetes egyetemi tanára, egyúttal 1972-től a Testnevelési Főiskola Kutatóintézet (TFKI) Sportpszichológiai Osztályának vezetője is volt.
A Kozma utcai izraelita temetőben nyugszik.

### Családja
1948-ban házasságot kötött Friedmann Ágnes könyvtárossal, akitől két gyermeke született: Büchler Katalin (1949. febr. 13.) és dr. Büchler János (1950. dec. 7.) fogszakorvos, osztályvezető főorvos. Elvált. Második felesége 1973-tól Krämer Mária (1931–) szerkesztő.

## Művei
- A szurkoló lélektana. Sportakadémiai előadás. (Budapest, 1955)
- A sportlélektan vázlata. Főiskolai jegyzet. (Budapest, 1957)
- Pszichológia. Főiskolai jegyzet. (Budapest, 1958, Főiskolai tankönyv. Ill. Apródi Jenő, Illés Ágnes. 1959, 2. javított kiadás. 1960)
- Bevezetés a sportpszichológiába. Főiskolai jegyzet. (Budapest, 1959)
- A sportpszichológia alapjai. Főiskolai jegyzet. (Budapest, 1960)
- Pszichológia II. Testnevelés és sporttevékenység. Főiskolai tankönyv. (Budapest, 1960, 3. javított kiadás. 1966)
- Az emberi mozgás. (A Testnevelési Tudományos Tanács füzetei. Budapest, 1962)
- A pszichológiai mozgáskutatás néhány kérdése. (TF Közlemények, 1963)
- Az általános pszichológia alapjai. (Budapest, 1964)
- Az állóképesség fejlesztésének lélektani problémái. – A gyorsaság fejlesztésének néhány pszichológiai kérdése. (TF Közlemények, 1964)
- Pszichológiai-pedagógiai ismeretek. (A könyvtárosképzés füzetei. Budapest, 1964)
- A motorikus tanulás pszichofiziológiai mechanizmusa. (TF Közlemények, 1966)
- A teljesítményfokozás lélektani feltételei. (TF Közlemények, 1967)
- A mozgás szerveződésének pszichológiai vizsgálatai. Kandidátusi értekezés. (Budapest, 1970)
- Az emberi mozgás automatikája. (Budapest, 1972)
- Sportmozgások tanulása. Többekkel. (A sport és testnevelés időszerű kérdései. Budapest, 1979)
- A sportpszichológia alapjai. Buda Bélával. (Budapest, 1981)
- Sportjátékosok edzése. Többekkel. (Budapest, 1986)

## Díjai, elismerései
- Magyar Népköztársasági Sportérdemérem arany fokozata (1984)